# Emile-Edgard Jeunehomme
Émile-Edgard (Milou) Jeunehomme (ur. 8 kwietnia 1924 w Liège, zm. 19 stycznia 2001 tamże) – belgijski polityk i prawnik, parlamentarzysta i senator, prezes Partii Reformatorsko-Liberalnej (1971–1973), przewodniczący Rady Kulturowej Francuskiej Wspólnoty Belgii (1973–1975, 1976–1977).

## Życiorys
Syn Edgarda Jeunehomme. W czasie II wojny światowej walczył jako ochotnik w ramach 1 Belgijskiej Brygady (tzw. Brygady Pirona). Studiował prawo na Uniwersytecie w Liège, uzyskując w 1948 stopień doktora. Praktykował jako adwokat, wykładał ekonomię polityczną na macierzystej uczelni (1949–1958). Został wiceprezesem Institut d’Étude économique et sociale des classes moyennes oraz szefem Amitiés françaises w Liège.
Kierował organizacjami Jonge liberalen en van de Liberale studenten, odpowiednio młodzieżówką i organizacją studencką belgijskich liberałów. Został członkiem Partii Liberalnej, przekształconej następnie w Partię Wolności i Rozwoju. Zajmował w niej stanowisko sekretarza generalnego, następnie wiceprezesa (1961–1971) i jednego z dwóch tymczasowych prezesów (1968–1969). Po wydzieleniu walońskiej Partii Reformatorsko-Liberalnej (początkowo Partii Wolności i Rozwoju Walonii) został jej prezesem (1971–1973, do 1972 jako pełniący obowiązki). Od 1958 do 1977 członek Izby Reprezentantów (w latach 1968–1974 wiceprzewodniczący), następnie od 1977 do 1979 Senatu. Od 1971 był oddelegowany do Rady Kulturowej Francuskiej Wspólnoty Belgii; przewodniczył jej w latach 1973–1975 i 1976–1977. Od 1974 do 1976 członek prowizorycznego parlamentu Regionu Walońskiego.

## Życie prywatne
Był żonaty z Françoise Jeunehomme-Howet (1928–2007).